# Daniel Joe
Daniel Joe, né le 29 mai 1990 à Port Moresby en Papouasie-Nouvelle-Guinée, est un joueur de football international papouan-néo-guinéen, qui évolue au poste de défenseur.

## Biographie

### Carrière en sélection
Daniel Joe reçoit sa première sélection en équipe de Papouasie-Nouvelle-Guinée le 2 juin 2012, contre les Salomon (défaite 1-0).
Il participe aux éliminatoires du mondial 2014 puis aux éliminatoires du mondial 2018.
Il dispute avec l'équipe de Papouasie-Nouvelle-Guinée deux Coupes d'Océanie, en 2012 et 2016.

## Palmarès
Papouasie-Nouvelle-Guinée
- Coupe d'Océanie :
  - Finaliste : 2016.